# Amphimallon verticale
Amphimallon verticale är en skalbaggsart som beskrevs av Hermann Burmeister 1855. Amphimallon verticale ingår i släktet Amphimallon och familjen Melolonthidae. Inga underarter finns listade i Catalogue of Life.